# Dymník
Dymník (deutsch Rauchberg) ist ein 517,2 m n.m. hoher Basaltberg bei Rumburk im Böhmischen Niederland in Nordböhmen (Tschechien).

## Geschichte
1895 wurde ein Umgebindehaus unterhalb des Rauchberges vom Gebirgsverein für das nördlichste Böhmen, Abteilung Rumburg, als Gebirgsvereins-Schänke ausgebaut. Dieses Berggasthaus existiert als eines der wenigen in Nordböhmen noch heute und stellt ein beliebtes Ausflugsziel für die Rumburker und Besucher aus dem benachbarten Sachsen dar. Pensionsgäste finden hier auch die Möglichkeit einer Übernachtung. Der Parkplatz vor dem Gasthaus wird von Ausflüglern als Ausgangspunkt für Wanderungen in die Umgebung genutzt. Aus Rumburk führt ein markierter Wanderweg auf den Dymník.
Im Jahr 1896 ließ der Bürger August Wenschuh aus Rumburg anlässlich seines 60. Geburtstags aus eigenen Mitteln einen 15 m hohen Aussichtsturm aus Backsteinen auf dem Rauchberg, einer aus Basaltgestein vulkanischen Ursprungs bestehende Bergformationen, errichten. Die verglaste Aussichtsplattform des Turmes ist über 79 Stufen zu erreichen und bietet einen schönen Blick auf das Lausitzer Gebirge und das Rumburker Bergland. Vom Parkplatz am Berggasthaus aus führt ein Weg, vorbei am 2010 neu eröffneten Kletterpark Dymnik (Lanový Park Dymník u Rumburka), zum Aussichtsturm hinauf.
Eine weitere Sehenswürdigkeit auf dem Dymnik ist ein Steinkreis, bestehend aus 22 im Boden eingelassenen Steinobelisken aus Granit.

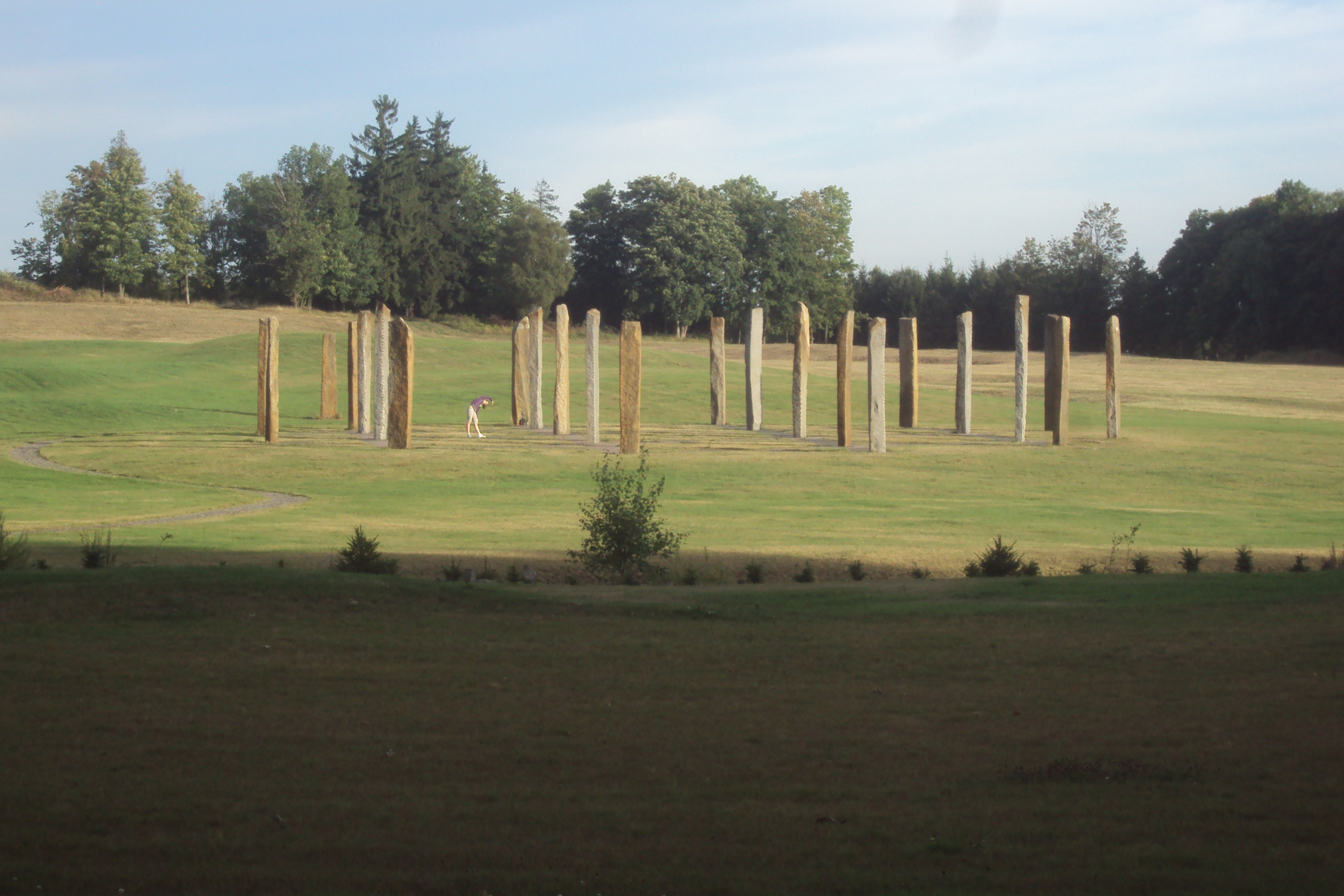
Strom života (Baum des Lebens)

## Aussicht
Die Aussicht reicht vom Elbsandsteingebirge und Lausitzer Gebirge zum Jeschken und zum Iser- und Riesengebirge. Nach Norden begrenzen die Bergkämme des Lausitzer Berglands in Sachsen den Horizont.